# Bevor es Nacht wird
Bevor es Nacht wird (Originaltitel Before Night Falls) ist eine US-amerikanische Filmbiografie aus dem Jahr 2000, die auf dem autobiografischen Roman (1992) des kubanischen Schriftstellers und Dichters Reinaldo Arenas mit dem Titel Antes que anochezca (dt. Bevor es Nacht wird, 1993) basiert und Arenas' Leben thematisiert. Die Regie führte Julian Schnabel, das Drehbuch schrieb Schnabel mit Cunningham O’Keefe und Lázaro Gómez Carriles.

## Handlung
Der Film zeigt einige Episoden seit der Kindheit von Reinaldo Arenas. Nachdem schon seine Lehrerin einen starken Hang zur Poesie in ihm entdeckt hat, schreibt Reinaldo als Erwachsener in Havanna sein erstes Buch und wird dafür hochgelobt. Es wird gedruckt, und als weitere Belohnung darf er in der Bibliothek arbeiten. Dabei trifft er Pepe, seinen späteren Freund, und zieht bei einer Bekannten von ihm ein. Er schätzt sich glücklich, im Besitz einer Schreibmaschine zu sein und kann nun schneller und auch ungestörter schreiben. In den 1970er Jahren ist Homosexualität in Kuba strafbar. Sämtliche nachfolgende Bücher werden zensiert und verboten. Pornografie ist der angebliche Grund, jedoch ist es im Castro-Regime kaum erlaubt, auf irgendeine Weise kreativ zu sein, weil die Gefahr besteht, es könne sich gegen das Regime wenden. An einem sonnigen Tag am Meer gerät Reinaldo in einen Streit mit seinem Freund Pepe. Dabei kommt es zu einer Prügelei. Währenddessen stiehlt man ihnen die gesamte Kleidung und Reinaldo entschließt sich dazu, dies der Polizei zu melden. Die jugendlichen Täter werden unweit des Tatorts gestellt, behaupten aber in ihrer Not fälschlicherweise, Arenas hätte sie sexuell belästigt. Arenas wird verhaftet. Er nutzt eine Unachtsamkeit der Wärter, um zu fliehen. Ein weiterer Fluchtversuch mit einem Autoreifen, der ihn über das Meer nach Florida bringen soll, scheitert.
Er taucht unter, beschwert sich in einem Brief über die Verfolgung und Unterdrückung seiner Person und versteckt diesen unter einem Stein. Kurz danach wird er erneut verhaftet – unter den Vorwürfen der Homosexualität und der Spionage. Er kommt in ein Gefängnis in einem alten Fort. Dort bitten ihn zahlreiche Mitgefangenen, für sie Briefe zu schreiben. Dafür bekommt er Zigaretten, die im Gefängnis ersatzweise als Geld dienen, um sich neues Papier und Stifte leisten zu können. Seine Geschichten versucht er dann mit Hilfe des Transvestiten Bon Bon herauszuschmuggeln.
Bon Bon ist bekannt dafür, dass er durch sexuelle Ausschweifungen einen enorm großen „rektalen Raum“ bietet, um Dinge aus dem Gefängnis zu schmuggeln. Nach einiger Zeit wird Arenas dann entlassen und bekommt sein erstes gedrucktes Buch zu sehen. Er selbst allerdings hat nicht einmal eine Existenz.
Als Fidel Castro 1980 entscheidet, dass unerwünschte Menschen aus Kuba ausreisen sollten, entschließt sich auch Reinaldo Arenas dazu. Jedoch gibt es eine Liste von Menschen, die das Land nicht verlassen dürfen. So ändert er kurzerhand seinen Namen im Personalausweis durch einen kleinen Strich in Arinas statt Arenas. Dies funktioniert schließlich und er emigriert in die USA. Dort hält sein Glück allerdings nicht lange an. Nach einiger Zeit des Zusammenlebens mit seinem nicht-schwulen Freund Lázaro wird bei ihm HIV diagnostiziert. Schließlich nimmt er eine Überdosis Pillen zusammen mit einigen Mengen Alkohol ein, die allerdings nicht ausreichen, um ihn zu töten. Also erstickt ihn sein Freund Lázaro mit einer Plastiktüte, um seinem erbärmlichen Dasein ein Ende zu setzen.

## Kritiken
- David Ansen schrieb in Newsweek, der Film sei ausdrucksvoll und lyrisch.[1]
- James Berardinelli schrieb auf ReelViews, die Filmzuschauer seien eher Beobachter als Teilnehmer, was die Wirkung des Films dämpfe. Er lobte die Bilder und die Darstellung von Javier Bardem.[2]
- Lexikon des internationalen Films: „Visuell brillant, in der Hauptrolle überzeugend gespielt, wirft der Film einen eher wohlwollenden Blick auf die gesellschaftlichen Zustände in Kuba und stellt das Individuum als Opfer der Verhältnisse in den Mittelpunkt.“[3]

## Auszeichnungen
Javier Bardem wurde im Jahr 2001 für die Filmpreise Oscar, Golden Globe Award, Chicago Film Critics Association Award und Phoenix Film Critics Society Award nominiert. Er gewann 2000 den National Board of Review Award, 2001 den Independent Spirit Award sowie den Southeastern Film Critics Association Award.
Der Film gewann vier Preise der Filmfestspiele von Venedig 2000: Julian Schnabel in zwei Kategorien, Carter Burwell für die Filmmusik und Javier Bardem für seine Rolle.
Der Film wurde 2001 für den GLAAD Media Award und den ALMA Award (in drei Kategorien) nominiert. Er gewann den Political Film Society Award in einer Kategorie und wurde in einer weiteren für den gleichen Preis nominiert.
Carter Burwell wurde 2001 für den World Soundtrack Award in zwei Kategorien nominiert.

## Hintergründe
Der Film wurde in Mexiko und in New York gedreht. Er spielte in den Kinos der USA etwa 4,2 Millionen US-Dollar ein.